# Liste des ministres italiens des Finances
Cet article dresse la liste des ministres italiens des Finances entre 1861 et 2001, période d'existence du ministère.

## Liste des ministres

### Royaume d'Italie
| Ministre (Naissance-Décès)                           | Ministre (Naissance-Décès)                                        | Mandat                                                        | Parti | Parti       | Gouvernement          |
| ---------------------------------------------------- | ----------------------------------------------------------------- | ------------------------------------------------------------- | ----- | ----------- | --------------------- |
|                                                      | Pietro Bastogi (1808–1899)                                        | 23 mars 1861 – 3 mars 1862 11 mois et 8 jours                 |       | Destra      | Cavour IV             |
| Ricasoli I                                           | Pietro Bastogi (1808–1899)                                        | 23 mars 1861 – 3 mars 1862 11 mois et 8 jours                 |       | Destra      |                       |
|                                                      | Quintino Sella (1827–1884)                                        | 3 mars 1862 – 8 décembre 1862 9 mois et 5 jours               |       | Destra      | Rattazzi I            |
|                                                      | Marco Minghetti (1818–1886)                                       | 8 décembre 1862 – 28 septembre 1864 1 an, 9 mois et 20 jours  |       | Destra      | Farini                |
| Minghetti I                                          | Marco Minghetti (1818–1886)                                       | 8 décembre 1862 – 28 septembre 1864 1 an, 9 mois et 20 jours  |       | Destra      |                       |
|                                                      | Quintino Sella (1827–1884)                                        | 28 septembre 1864 – 31 décembre 1865 1 an, 3 mois et 19 jours |       | Destra      | La Marmora II         |
|                                                      | Antonio Scialoja (1817–1877)                                      | 31 décembre 1865 – 17 février 1867 1 an, 1 mois et 17 jours   |       | Destra      | La Marmora III        |
| Ricasoli II                                          | Antonio Scialoja (1817–1877)                                      | 31 décembre 1865 – 17 février 1867 1 an, 1 mois et 17 jours   |       | Destra      |                       |
|                                                      | Agostino Depretis (1813–1887)                                     | 17 février 1867 – 10 avril 1867 1 mois et 24 jours            |       | Sinistra    | Ricasoli II           |
|                                                      | Francesco Ferrara (1810–1900)                                     | 10 avril 1867 – 27 octobre 1867 6 mois et 17 jours            |       | Sinistra    | Rattazzi II           |
|                                                      | Luigi Guglielmo Cambray-Digny (1820–1906)                         | 27 octobre 1867 – 14 décembre 1869 2 ans, 1 mois et 17 jours  |       | Destra      | Menabrea I·II·III     |
|                                                      | Quintino Sella (1827–1884)                                        | 14 décembre 1869 – 10 juillet 1873 4 ans, 6 mois et 26 jours  |       | Destra      | Lanza                 |
|                                                      | Marco Minghetti Président du Conseil des ministres (1818–1886)    | 10 juillet 1873 – 25 mars 1876 2 ans, 8 mois et 15 jours      |       | Destra      | Minghetti II          |
|                                                      | Agostino Depretis Président du Conseil des ministres (1813–1887)  | 25 mars 1876 – 25 décembre 1877 1 an et 9 mois                |       | Sinistra    | Depretis I            |
|                                                      | Agostino Magliani (1824–1891)                                     | 25 décembre 1877 – 24 mars 1878 2 mois et 27 jours            |       | Sinistra    | Depretis II           |
|                                                      | Federico Seismit-Doda (1825–1893)                                 | 24 mars 1878 – 19 décembre 1878 8 mois et 25 jours            |       | Sinistra    | Cairoli I             |
|                                                      | Agostino Magliani (1824–1891)                                     | 19 décembre 1878 – 14 juillet 1879 6 mois et 25 jours         |       | Sinistra    | Depretis III          |
|                                                      | Bernardino Grimaldi (1839–1897)                                   | 14 juillet 1879 – 25 novembre 1879 4 mois et 11 jours         |       | Sinistra    | Cairoli II            |
|                                                      | Agostino Magliani (1824–1891)                                     | 25 novembre 1879 – 4 avril 1887 7 ans, 4 mois et 10 jours     |       | Sinistra    | Cairoli III           |
| Depretis IV·V·VI·VII                                 | Agostino Magliani (1824–1891)                                     | 25 novembre 1879 – 4 avril 1887 7 ans, 4 mois et 10 jours     |       | Sinistra    |                       |
|                                                      | Bernardino Grimaldi (1839–1897)                                   | 4 avril 1887 – 29 décembre 1888 1 an, 8 mois et 25 jours      |       | Sinistra    | Depretis VIII         |
| Crispi I                                             | Bernardino Grimaldi (1839–1897)                                   | 4 avril 1887 – 29 décembre 1888 1 an, 8 mois et 25 jours      |       | Sinistra    |                       |
|                                                      | Francesco Crispi (Président du Conseil des ministres) (1819–1901) | 29 décembre 1888 – 9 mars 1889 2 mois et 8 jours              |       | Sinistra    | Crispi I              |
|                                                      | Federico Seismit-Doda (1825–1893)                                 | 9 mars 1889 – 14 septembre 1890 1 an, 6 mois et 5 jours       |       | Sinistra    | Crispi II             |
|                                                      | Giovanni Giolitti (1842–1928)                                     | 14 septembre 1890 – 10 décembre 1890 2 mois et 26 jours       |       | Sinistra    | Crispi II             |
|                                                      | Bernardino Grimaldi (1839–1897)                                   | 10 décembre 1890 – 6 février 1891 1 mois et 27 jours          |       | Sinistra    | Crispi II             |
|                                                      | Giuseppe Colombo (1836–1921)                                      | 6 février 1891 – 4 mai 1892 1 an, 2 mois et 28 jours          |       | Destra      | di Rudinì I           |
|                                                      | Vittorio Ellena (1844–1892)                                       | 15 mai 1892 – 7 juillet 1892† 1 mois et 22 jours              |       | Sinistra    | Giolitti I            |
|                                                      | Bernardino Grimaldi (1839–1897)                                   | 17 juillet 1892 – 24 mai 1893 10 mois et 7 jours              |       | Sinistra    | Giolitti I            |
|                                                      | Lazzaro Gagliardo (1835–1899)                                     | 24 mai 1893 – 15 décembre 1893 6 mois et 21 jours             |       | Sinistra    | Giolitti I            |
|                                                      | Sidney Sonnino (1847–1922)                                        | 15 décembre 1893 – 14 juin 1894 5 mois et 30 jours            |       | Destra      | Crispi III            |
|                                                      | Paolo Boselli (1838–1932)                                         | 14 juin 1894 – 10 mars 1896 1 an, 8 mois et 25 jours          |       | Destra      | Crispi IV             |
|                                                      | Ascanio Branca (1840–1903)                                        | 10 mars 1896 – 29 juin 1898 2 ans, 3 mois et 19 jours         |       | Destra      | di Rudinì II·III·IV·V |
|                                                      | Paolo Carcano (1843–1918)                                         | 29 juin 1898 – 14 mai 1899 10 mois et 15 jours                |       | Sinistra    | Pelloux I             |
|                                                      | Pietro Carmine (1841–1913)                                        | 14 mai 1899 – 24 juin 1900 1 an, 1 mois et 10 jours           |       | Destra      | Pelloux II            |
|                                                      | Bruno Chimirri (1842–1917)                                        | 24 juin 1900 – 15 février 1901 7 mois et 22 jours             |       | Destra      | Saracco               |
|                                                      | Leone Wollemborg (1859–1932)                                      | 15 février 1901 – 3 août 1901 5 mois et 19 jours              |       | Sinistra    | Zanardelli            |
|                                                      | Paolo Carcano (1843–1918)                                         | 3 août 1901 – 3 novembre 1903 2 ans et 3 mois                 |       | Sinistra    | Zanardelli            |
|                                                      | Pietro Rosano (1846–1903)                                         | 3 novembre 1903 – 9 novembre 1903† 6 jours                    |       | Sinistra    | Giolitti II           |
|                                                      | Luigi Luzzatti (1841–1927) (ad interim)                           | 10 novembre 1903 – 24 novembre 1904 1 an et 14 jours          |       | Sinistra    | Giolitti II           |
|                                                      | Angelo Majorana Calatabiano (1865–1910)                           | 29 novembre 1904 – 24 décembre 1905 1 an et 25 jours          |       | Sinistra    | Giolitti II           |
| Tittoni                                              | Angelo Majorana Calatabiano (1865–1910)                           | 29 novembre 1904 – 24 décembre 1905 1 an et 25 jours          |       | Sinistra    |                       |
| Fortis I                                             | Angelo Majorana Calatabiano (1865–1910)                           | 29 novembre 1904 – 24 décembre 1905 1 an et 25 jours          |       | Sinistra    |                       |
|                                                      | Pietro Vacchelli (1837–1913)                                      | 24 décembre 1905 – 8 février 1906 1 mois et 15 jours          |       | Sinistra    | Fortis II             |
|                                                      | Antonio Salandra (1853–1931)                                      | 8 février 1906 – 29 mai 1906 3 mois et 21 jours               |       | Destra      | Sonnino I             |
|                                                      | Fausto Massimini (1859–1908)                                      | 29 mai 1906 – 24 mars 1907 9 mois et 23 jours                 |       | Sinistra    | Giolitti III          |
|                                                      | Angelo Majorana Calatabiano (1865–1910)                           | 24 mars 1907 – 19 avril 1907 26 jours                         |       | Sinistra    | Giolitti III          |
|                                                      | Pietro Lacava (1835–1912)                                         | 19 avril 1907 – 10 décembre 1909 2 ans, 7 mois et 21 jours    |       | Sinistra    | Giolitti III          |
|                                                      | Enrico Arlotta (1851–1933)                                        | 11 décembre 1909 – 31 mars 1910 3 mois et 20 jours            |       | Destra      | Sonnino II            |
|                                                      | Luigi Facta (1861–1930)                                           | 31 mars 1910 – 21 mars 1914 3 ans, 11 mois et 18 jours        |       | Destra / UL | Luzzatti              |
| Giolitti IV                                          | Luigi Facta (1861–1930)                                           | 31 mars 1910 – 21 mars 1914 3 ans, 11 mois et 18 jours        |       | Destra / UL |                       |
|                                                      | Luigi Rava (1860–1938)                                            | 21 mars 1914 – 31 octobre 1914 7 mois et 10 jours             |       | UL          | Salandra I            |
|                                                      | Edoardo Daneo (1851–1922)                                         | 31 octobre 1914 – 18 juin 1916 1 an, 7 mois et 18 jours       |       | UL          | Salandra I·II         |
|                                                      | Filippo Meda (1869–1939)                                          | 18 juin 1916 – 23 juin 1919 3 ans et 5 jours                  |       | Indépendant | Bosell                |
| Orlando                                              | Filippo Meda (1869–1939)                                          | 18 juin 1916 – 23 juin 1919 3 ans et 5 jours                  |       | Indépendant |                       |
|                                                      | Francesco Tedesco (1853–1921)                                     | 23 juin 1919 – 14 mars 1920 8 mois et 20 jours                |       | UL          | Nitti I               |
|                                                      | Carlo Schanzer (1865–1953)                                        | 14 mars 1920 – 21 mai 1920 2 mois et 7 jours                  |       | UL          | Nitti I               |
|                                                      | Giuseppe De Nava (1858–1924)                                      | 21 mai 1920 – 15 juin 1920 25 jours                           |       | UL          | Nitti II              |
|                                                      | Francesco Tedesco (1853–1921)                                     | 15 juin 1920 – 10 août 1920 1 mois et 26 jours                |       | UL          | Giolitti V            |
|                                                      | Luigi Facta (1861–1930)                                           | 10 août 1920 – 4 juillet 1921 10 mois et 24 jours             |       | UL          | Giolitti V            |
|                                                      | Marcello Soleri (1882–1945)                                       | 4 juillet 1921 – 26 février 1922 7 mois et 22 jours           |       | UL / PLI    | Bonomi I              |
|                                                      | Giovanni Battista Bertone (1874–1969)                             | 26 février 1922 – 31 octobre 1922 8 mois et 5 jours           |       | PPI         | Facta I               |
|                                                      | Alberto De Stefani (1879–1969)                                    | 31 octobre 1922 – 10 juillet 1925 2 ans, 8 mois et 9 jours    |       | PNF         | Mussolini             |
|                                                      | Giuseppe Volpi (1877–1947)                                        | 10 juillet 1925 – 9 juillet 1928 2 ans, 11 mois et 29 jours   |       | PNF         | Mussolini             |
|                                                      | Antonio Mosconi (1866–1955)                                       | 9 juillet 1928 – 20 juillet 1932 4 ans et 11 jours            |       | PNF         | Mussolini             |
|                                                      | Guido Jung (1876–1949)                                            | 20 juillet 1932 – 17 janvier 1935 2 ans, 5 mois et 28 jours   |       | PNF         | Mussolini             |
|                                                      | Paolo Thaon di Revel (1888–1973)                                  | 17 janvier 1935 – 6 février 1943 8 ans et 20 jours            |       | PNF         | Mussolini             |
|                                                      | Giacomo Acerbo (1888–1969)                                        | 6 février 1943 – 25 juillet 1943 5 mois et 19 jours           |       | PNF         | Mussolini             |
|                                                      | Domenico Bartolini (1880–1960)                                    | 25 juillet 1943 – 11 février 1944 6 mois et 17 jours          |       | Indépendant | Badoglio I            |
|                                                      | Guido Jung (1876–1949)                                            | 11 février 1944 – 17 avril 1944 2 mois et 6 jours             |       | Indépendant | Badoglio II           |
|                                                      | Quinto Quintieri (1894–1968)                                      | 22 avril 1944 – 8 juin 1944 1 mois et 17 jours                |       | PLI         | Badoglio II           |
|                                                      | Stefano Siglienti (1898–1971)                                     | 18 juin 1944 – 10 décembre 1944 5 mois et 22 jours            |       | PdA         | Bonomi II             |
|                                                      | Antonio Pesenti (1910–1973)                                       | 10 décembre 1944 – 21 juin 1945 6 mois et 11 jours            |       | PCI         | Bonomi III            |
|                                                      | Mauro Scoccimarro (1895–1972)                                     | 21 juin 1945 – 13 juillet 1946 1 an et 22 jours               |       | PCI         | Parri                 |
| De Gasperi I                                         | Mauro Scoccimarro (1895–1972)                                     | 21 juin 1945 – 13 juillet 1946 1 an et 22 jours               |       | PCI         |                       |
| Titres successifs : - Finances et Trésor (1922-1944) |                                                                   |                                                               |       |             |                       |

### République italienne
| Ministre (Naissance-Décès)                               | Ministre (Naissance-Décès)                                | Mandat                                                       | Parti | Parti       | Gouvernement             |
| -------------------------------------------------------- | --------------------------------------------------------- | ------------------------------------------------------------ | ----- | ----------- | ------------------------ |
|                                                          | Mauro Scoccimarro (1895–1972)                             | 13 juillet 1946 – 2 février 1947 6 mois et 20 jours          |       | PCI         | De Gasperi II            |
|                                                          | Pietro Campilli (1891–1974)                               | 2 février 1947 – 31 mai 1947 3 mois et 29 jours              |       | DC          | De Gasperi III           |
|                                                          | Luigi Einaudi (1874–1961)                                 | 31 mai 1947 – 6 juin 1947 6 jours                            |       | PLI         | De Gasperi IV            |
|                                                          | Giuseppe Pella (1902–1981)                                | 6 juin 1947 – 23 mai 1948 11 mois et 17 jours                |       | DC          | De Gasperi IV            |
|                                                          | Ezio Vanoni (1903–1956)                                   | 23 mai 1948 – 18 janvier 1954 5 ans, 7 mois et 26 jours      |       | DC          | De Gasperi V·VI·VII·VIII |
| Pella                                                    | Ezio Vanoni (1903–1956)                                   | 23 mai 1948 – 18 janvier 1954 5 ans, 7 mois et 26 jours      |       | DC          |                          |
|                                                          | Adone Zoli (1887–1960)                                    | 18 janvier 1954 – 10 février 1954 23 jours                   |       | DC          | Fanfani I                |
|                                                          | Roberto Tremelloni (1900–1987)                            | 10 février 1954 – 6 juillet 1955 1 an, 4 mois et 26 jours    |       | PSDI        | Scelba                   |
|                                                          | Giulio Andreotti (1919–2013)                              | 6 juillet 1955 – 1er juillet 1958 2 ans, 11 mois et 25 jours |       | DC          | Segni I                  |
| Zoli                                                     | Giulio Andreotti (1919–2013)                              | 6 juillet 1955 – 1er juillet 1958 2 ans, 11 mois et 25 jours |       | DC          |                          |
|                                                          | Luigi Preti (1914–2009)                                   | 1er juillet 1958 – 16 février 1959 7 mois et 15 jours        |       | PSDI        | Fanfani II               |
|                                                          | Paolo Emilio Taviani (1912–2001)                          | 16 février 1959 – 25 mars 1960 1 an, 1 mois et 9 jours       |       | DC          | Segni II                 |
|                                                          | Giuseppe Trabucchi (1904–1975)                            | 25 mars 1960 – 21 juin 1963 3 ans, 2 mois et 27 jours        |       | DC          | Tambroni                 |
| Fanfani III·IV                                           | Giuseppe Trabucchi (1904–1975)                            | 25 mars 1960 – 21 juin 1963 3 ans, 2 mois et 27 jours        |       | DC          |                          |
|                                                          | Mario Martinelli (1906–2001)                              | 21 juin 1963 – 4 décembre 1963 5 mois et 13 jours            |       | DC          | Leone I                  |
|                                                          | Roberto Tremelloni (1900–1987)                            | 4 décembre 1963 – 23 février 1966 2 ans, 2 mois et 19 jours  |       | PSDI        | Moro I·II                |
|                                                          | Luigi Preti (1914–2009)                                   | 23 février 1966 – 24 juin 1968 2 ans, 4 mois et 1 jour       |       | PSDI        | Moro III                 |
|                                                          | Mario Ferrari Aggradi (1916–1997)                         | 24 juin 1968 – 12 décembre 1968 5 mois et 18 jours           |       | DC          | Leone II                 |
|                                                          | Oronzo Reale (1902–1988)                                  | 12 décembre 1968 – 5 août 1969 7 mois et 24 jours            |       | PRI         | Rumor I                  |
|                                                          | Giacinto Bosco (1905–1997)                                | 5 août 1969 – 23 mars 1970 7 mois et 18 jours                |       | DC          | Rumor II                 |
|                                                          | Luigi Preti (1914–2009)                                   | 27 mars 1970 – 17 février 1972 1 an, 10 mois et 21 jours     |       | PSDI        | Rumor III                |
| Colombo                                                  | Luigi Preti (1914–2009)                                   | 27 mars 1970 – 17 février 1972 1 an, 10 mois et 21 jours     |       | PSDI        |                          |
|                                                          | Giuseppe Pella (1902–1981)                                | 17 février 1972 – 26 juin 1972 4 mois et 9 jours             |       | DC          | Andreotti I              |
|                                                          | Athos Valsecchi (1919–1985)                               | 26 juin 1972 – 7 juillet 1973 1 an et 11 jours               |       | DC          | Andreotti II             |
|                                                          | Emilio Colombo (1920–2013)                                | 7 juillet 1973 – 14 mars 1974 8 mois et 7 jours              |       | DC          | Rumor IV                 |
|                                                          | Mario Tanassi (1916–2007)                                 | 14 mars 1974 – 23 novembre 1974 8 mois et 9 jours            |       | PSDI        | Rumor V                  |
|                                                          | Bruno Visentini (1914–1995)                               | 23 novembre 1974 – 12 février 1976 1 an, 2 mois et 20 jours  |       | PRI         | Moro IV                  |
|                                                          | Gaetano Stammati (1908–2002)                              | 12 février 1976 – 29 juillet 1976 5 mois et 17 jours         |       | DC          | Moro V                   |
|                                                          | Filippo Maria Pandolfi (1927–)                            | 29 juillet 1976 – 11 mars 1978 1 an, 7 mois et 10 jours      |       | DC          | Andreotti III            |
|                                                          | Franco Maria Malfatti (1927–1991)                         | 11 mars 1978 – 4 août 1979 1 an, 4 mois et 24 jours          |       | DC          | Andreotti IV·V           |
|                                                          | Franco Reviglio (1935–)                                   | 4 août 1979 – 28 juin 1981 1 an, 10 mois et 24 jours         |       | PSI         | Cossiga I·II             |
| Forlani                                                  | Franco Reviglio (1935–)                                   | 4 août 1979 – 28 juin 1981 1 an, 10 mois et 24 jours         |       | PSI         |                          |
|                                                          | Rino Formica (1927–)                                      | 28 juin 1981 – 1er décembre 1982 1 an, 5 mois et 3 jours     |       | PSI         | Spadolini I·II           |
|                                                          | Francesco Forte (1929–)                                   | 1er décembre 1982 – 4 août 1983 8 mois et 3 jours            |       | PSI         | Fanfani V                |
|                                                          | Bruno Visentini (1914–1995)                               | 4 août 1983 – 18 avril 1987 3 ans, 8 mois et 14 jours        |       | PRI         | Craxi I·II               |
|                                                          | Giuseppe Guarino (1929–2020)                              | 18 avril 1987 – 29 juillet 1987 3 mois et 11 jours           |       | DC          | Fanfani VI               |
|                                                          | Antonio Gava (1930–2008)                                  | 29 juillet 1987 – 13 avril 1988 8 mois et 15 jours           |       | DC          | Goria                    |
|                                                          | Emilio Colombo (1920–2013)                                | 13 avril 1988 – 22 juillet 1989 1 an, 3 mois et 9 jours      |       | DC          | De Mita                  |
|                                                          | Rino Formica (1927–)                                      | 22 juillet 1989 – 28 juin 1992 2 ans, 11 mois et 6 jours     |       | PSI         | Andreotti VI·VII         |
|                                                          | Giovanni Goria (1943–1994)                                | 28 juin 1992 – 21 février 1993 7 mois et 24 jours            |       | DC          | Amato I                  |
|                                                          | Franco Reviglio (1935–)                                   | 21 février 1993 – 31 mars 1993 1 mois et 10 jours            |       | PSI         | Amato I                  |
|                                                          | Giuliano Amato Président du Conseil des ministres (1938–) | 31 mars 1993 28 avril 1993 28 jours                          |       | PSI         | Amato I                  |
|                                                          | Vincenzo Visco (1942–)                                    | 28 avril 1993 – 4 mai 1993 6 jours                           |       | PDS         | Ciampi                   |
|                                                          | Franco Gallo (1937–)                                      | 4 mai 1993 – 10 mai 1994 1 an et 6 jours                     |       | Indépendant | Ciampi                   |
|                                                          | Giulio Tremonti (1947–)                                   | 10 mai 1994 – 17 janvier 1995 8 mois et 7 jours              |       | FLD / FI    | Berlusconi I             |
|                                                          | Augusto Fantozzi (1940–2019)                              | 17 janvier 1995 – 17 mai 1996 1 an et 4 mois                 |       | Indépendant | Dini                     |
|                                                          | Vincenzo Visco (1942–)                                    | 17 mai 1996 – 25 avril 2000 3 ans, 11 mois et 8 jours        |       | PDS / DS    | Prodi I                  |
| D'Alema I·II                                             | Vincenzo Visco (1942–)                                    | 17 mai 1996 – 25 avril 2000 3 ans, 11 mois et 8 jours        |       | PDS / DS    |                          |
|                                                          | Ottaviano Del Turco (1944–)                               | 25 avril 2000 – 10 juin 2001 1 an, 1 mois et 16 jours        |       | SDI         | Amato II                 |
| Fusionné dans le ministère de l'Économie et des Finances |                                                           |                                                              |       |             |                          |
| Titres successifs : - Finances et Trésor (1947)          |                                                           |                                                              |       |             |                          |